# Пісні-хроніки
Пісні-хроніки — є літературним жанром, що відображає неординарні, певні виняткові події громадсько-побутового і родинно-побутового характеру, пісні-хроніки це літературний жанр що безпосередньо описує реальні факти, по можливості з усіма відомими подробицями інформуючи про особливе в житті людини або колективу. Пісні-хроніки дуже близькі за жанровими особливостями до історичних пісень і до балад. З історичними піснями хроніки єднає достовірність зображуваних дійсних фактів, покладених в їх основу, але, як правило, пісні-хроніки обмежуються зображенням якогось одного реального випадку з життя, часто трагічного, свідком або й учасником якого був автор пісні-хроніки. Матеріалом для створення пісень-хронік найчастіше служать випадки місцевого, чисто побутового характеру, але у багатьох випадках вони зображують і подій громадсько-політичного життя.
Для пісень-хронік притаманна конкретика у змалюванні подій, яка пов´язана з епічною позицією співця. Точність у відтворенні подій в піснях-хроніках зумовлена часопросторовою локалізацією, яка є засадничою жанровою ознакою пісень-хронік. Вона кардинально відрізняє цей жанр від балад, які передають події в минулому часі. Зображувана дійсність обумовлює не тільки жанрові ознаки пісень-хронік, а й специфіку її художнього відтворення. Подібність ситуацій описаних у цих творах, приводить до застосування однотипних поетико-стилістичних засобів. Для пісень-хронік характерні сюжетні блоки, діалогічне мовлення, повторювані звороти, описові вислови, які не тільки зображають ширину хронікальної оповіді, а й сприяють імпровізації у змісті пісень-хронік.
Епічність цього стилю забезпечує докладність та послідовність оповіді, що передається за допомогою застосування однорідних речень. Особливість лексики пісень-хронік полягає у простоті і мінімізації використання тропів. Найчастіше в піснях-хроніках трапляються традиційні часто вживані епітети, порівняння, властиві живій розмовній мові. Також їм притаманна широка система образів, символів, відтворених назв суб´єктів історичного процесу
.
Пісні-хроніки є цілком самостійним жанром, який є регіональним утворенням ліро-епосу. Він призначений для зображення та фіксації у пам´яті народу надзвичайних подій як правило локального значення, що відносяться до різних сфер життя людини. На підставі аналізу цих пісень виокремлено найголовніші ознаки, що істотно відрізняють їх від балад. Насамперед такими особливостями є значна функціональність, зокрема чітке домінування інформативного чинника. У творах цього жанру цілком самобутньо відбувається естетичне освоєння дійсності. Інформація про конкретні події подана в художній формі, що склалася в рамках цього жанру на основі традиційних поетико-стилістичних засобів. Вони засвідчують тяглість та динаміку розвитку фольклорної традиції, що виявляється у їх здатності пристосовуватися до специфіки новотворів.